# Mary Anne with the Shaky Hand
Pistes de The Who Sell Out
Heinz Baked Beans Odorono
Mary Anne with the Shaky Hand est une chanson du groupe britannique The Who, paru à la troisième piste de l'album The Who Sell Out en 1967. Il en existe une autre version sur Odds and Sods.

## Genèse et enregistrement
Ce titre a été enregistré le 24 octobre 1967 aux studios De Lane Lea de Londres. Le groupe avait déjà tenté d'enregistrer une version électrique aux studios Talentmasters de New York le 6 et 7 août de la même année. Les versions alternatives de cette chanson parurent sur d'autres supports, comme la compilation Odds and Sods ou même sur les bonus de The Who Sell Out. La chanson sortit en single le 2 février 1968 en Hollande, mais ne parvint pas dans les charts.

## Analyse musicale
La chanson présente de nombreuses harmonies vocales, avec un rythme très chaloupé et dansant. On entend principalement de la guitare acoustique; la batterie est très en retrait, on ne l'entend que durant certains breaks. Le pont central ne présente pas de solo de guitare, mais un battement frénétique au woodblock. Le dernier couplet de la chanson a été passé au travers d'un effet de vibrato (cet effet a été rajouté lors de la remastérisation de l'album).
La fin de la chanson présente une courte publicité écrite par Keith Moon pour sa marque habituelle de batterie, Premier Drums. Suit un jingle de la radio pirate Radio London.

## Analyse des paroles
Le propos de la chanson est sans doute grivois. Le texte parle d'un narrateur ayant rencontré plusieurs jeunes filles. Mais il annonce que la plus intéressante d'entre elles est Mary Anne, notamment à cause de ses shaky hands ("mains tremblantes" ou "mains secouantes").